# デスザラス
デスザラス（Deathsaurus）とは、ハスブロとタカラ（現･タカラトミー）が展開するロボット玩具シリーズ、トランスフォーマーに登場する架空のキャラクター。

## 概要
『戦え!超ロボット生命体 トランスフォーマーV』におけるデストロンの破壊大帝。初登場は第1話「宇宙の勇者スターセイバー」。声優は青野武。
メガトロンから数え第3代目破壊大帝として君臨する。本作品で初登場するトランスフォーマーの一種・「ブレストフォース」族の出で、出身はデスゾーン。他の同族が通常一体しか持たないブレストをイーグルとタイガーの二種を持ち、ドラゴン型ロボットに変形する。構造上から合体戦士に匹敵する巨体を誇る。
主要武器は剣と鉄球の一体化した「デステーラー」および背部の「ドラゴンカッター」。この他タイガーブレスを弓矢に変形させて使用、中盤からは金属生命破壊砲を使う。ドラゴン形態時はミサイル、火炎、デスカッター、尾からのレーザーなどで戦う。テックスペックでは翼で太陽エネルギーを暗黒エネルギーに変換させ、あらゆる金属を腐食させる“デスウィング”が得意技。最終回で似た攻撃法を見せた。前総司令官ゴッドジンライを戦線離脱させるなど、その能力は高い。
50万年前、居城「暗黒要塞」をスターセイバーによって封印されたことにより、彼のことを激しく憎悪している。以降時がたち、暗黒要塞を復活させて全宇宙の支配を果たすため、エネルギーを集める最終略奪地として地球のエネルギーを狙う。普段はサンダーアローの中にて待機しており、エネルギー略奪は部下に任せ、窮地に陥った時以外に自らが前線に立つことは少ない。
性格は冷徹、目的のためなら部下を切り捨てることも厭わない。レオザックの目論見を見抜き、先手を打って脅すなど器量の狭い部分もあるが古参の戦士であるドリルホーンの作戦を採用したり、ヘルバットや恐竜戦隊の働きを評価するなどの面もある。スターセイバーや己と敵対する存在（地球人含む）を嫌っているが、なぜか子供は可愛がるという一面を持つ。
漫画版ではエスメラルという同族の妻がいる。

## 活躍
地球暦2025年。デストロンの破壊大帝となり権力を手中にしてからは、暗黒星雲に閉じ込められた暗黒要塞を復活させるために、ブレストフォースや恐竜戦隊などの部下を使い、エネルギー集めに動き出す。
中盤、レオザックが仲間のブレストフォースとライオカイザーに合体できるようになり、部下の根回しを行おうとした際にはその目論見を見抜き、彼に大帝の座を諦めさせる。
終盤、ヘルバットの発案による貯めたエネルギーで地球に洪水を引き起こし、それにより生み出されたエネルギーでついに暗黒要塞を復活させ、野望実現に向け本格的に動き始めるが、デスザラスに裏切られサイバトロン側に味方した恐竜戦隊の協力を得たジャンの破壊工作で要塞は機能停止、最後はスターセイバーとの一騎討ちに敗れ、瀕死の状態で宇宙空間を彷徨うことになる。
翌年の『トランスフォーマーZ』の初期玩具カタログストーリーでは暗黒大帝として復活したと紹介されたが、雑誌展開・OVAなどで詳述されることはなかった。イラストでは黒いカラーリングになっていた。
「ボットコン2005」のオリジナルコミック『Descent into Evil』では、かつてのグレートウォーでスターセイバーに敗れて以来数百年を経て再起し、クローンインセクトロン軍団の量産による逆襲を企て、アイアンハイドが率いるサイバトロンの部隊と対決するというストーリーが描かれた。
この他、ファンパブリケーション社の「TCCマガジン」内コミック『Wings Universe』や、IDW版コミック『MORE THAN MEETS THE EYE』39号などにも出演を果たしている。

### 漫画版での活躍
テレビマガジンで連載された漫画版の初登場は第1話「かっこいいぞ!ぼくらのみかた、スターセイバー!」。スターセイバーとは宿敵であり幼馴染みである。人間の子供を可愛がるという設定が採用され、サイボーグの少年・北風ソロンを育てている。彼を学校に通わせたり、ジャンを人質に取った際は叱り飛ばしているなどアニメ本編より情に厚い。また毛虫を嫌ったり、夏風邪で寝込んだりとユーモラスな部分が描かれている。
第2話「大ぎゃくてん!スターセイバー」では山火事のエネルギーでパワーアップする。スターセイバーにも優位に立つが、戦士の誇りを追い求めるあまり、隙を見せて敗北する。
第5話「あやうし、ジャン!いそげ、スターセイバー」ではデストロンの少年隊を作るためにジャンをさらい、ジャンのために指先から魔術の如く、お菓子やゲームを出していた。しかしジャンは彼を拒否。デスザラスはジャンを取り返しに来たスターセイバーを攻撃するが、ジャンに毛虫を突き出され怯んでしまい、その隙を付かれ敗北。
第8話「強いぞ!ビクトリーセイバー!」ではソロンがサイボーグのため成長しないことを悲しく思い、武装兵士キングソロンを作る。ガード星にてビクトリーセイバーと決着を付けようとする。デスザラスはキングソロンと合体してキングザラスになり、ビクトリーセイバーと三時間にも渡る激闘を繰り広げたが、ジャンの姉・パティの声を聞きソロンの心に隙が出来る。その隙を突かれ、合体を解除されてしまい、キングソロンは破壊され、ソロンは負傷し投げ出される。ソロンは自分の息子に成れないと悟ったデスザラスは、ブレストタイガーをソロンに託す。その後ソロンはサイバトロンのブラッカーの説得により、サイバトロン側に就く。
最終回「そうぜつ!ビクトリー大戦争」では巨大要塞基地からの隕石爆弾で地球制圧にかかり、要塞の外にてスターセイバーと一騎討ちになる。勝利目前かと思われたデスザラスだったが、レオザックの反逆によって巨大要塞からの破壊光線を受けるが、レオザックを砲撃。その後、スターセイバーの手によりレオザックが負傷。それでも要塞都市の入り口を守る彼とソロンに言葉をかけ、妻のエスメラルから「立派だった」と祝福される。デストロンの敗北を認めるも、仲間や家族を助けるように懇願。そしてデストロンのエネルギー略奪の目的は要塞都市にいる家族や仲間を守るためだったことが判明。デストロンが共にV惑星に移住するという条件と、スターセイバーが少年時代の自分たちについて説いたこともあり和解。彼とVの字に見立てた握手を交わし、ビクトリー戦争は終結する。

## 玩具
玩具は日本独自の新規造型であり、「D-336」のナンバーを与えられて1989年6月に発売。開発担当は大野光仁
1992年には仕様変更品が『伝説の勇者ダ・ガーン』のレッドガイストとして販売されたが、イーグルブレストが削除されている。

### その他の玩具
トランスフォーマーガム
カバヤから発売。組み立て式の軟質プラ樹脂ミニプラモ。シリーズ第12弾にラインナップ。カラーリングは赤が主体となっている。
新版では第5弾にラインナップ。無可動のタイガーブレストが付属。同弾のオプティマスプライムに変形するタイガーブレストが、ホットスポットにイーグルブレストが付属する。
スーパーコレクションフィギュア トランスフォーマー ジェネレーション1
彩色済みコレクションフィギュア。ACT-7「ビクトリー編」にラインナップ。
ボットコン2005
BOXセット『Descent into Evil』のメイン玩具として限定販売。『トランスフォーマー カーロボット』に登場するデビルギガトロンの仕様変更品で、カラーリングがデスザラスのものになり頭部も新規造形されている。

## Transformers Shattered Glass
『シャッタード・グラス』は善と悪、および各自の性格を文字通り逆転するという、トランスフォーマーの概念を現在進行形で根底から覆している異色作。
その中でデスザラスは善良たる ディセプティコンの航空戦力部隊「メイヘム」の先代部隊長として登場。なお独身であるとのこと。

## トランスフォーマー アニメイテッド
『アニメイテッド』本編には登場しない未使用キャラクターだが、アニメ用のデザイン画自体は描かれている。